# عدنان كوجر
عدنان كوجر باحث عراقي  ولد ونشأ في الموصل في العراق. بعد حصوله على البكالوريوس من كلية الزراعة في جامعة الموصل، ذهب إلى المملكة المتحدة وحصل على درجة الماجستير في التنمية الاجتماعية  من جامعة ريدينغ في عام 1984.
لعدة سنوات كان يعمل محاضرا في كلية الزراعة في جامعة صلاح الدين في أربيل، العراق.
وفي عام 1996 غادر العراق إلى هولندا وانضم لمركز العالم الثالث في جامعة نيميغن كزميل باحث في دراسات التنمية. أدى بحثه لحصول على درجة الدكتوراه في العلوم الاجتماعية من جامعة رادبود-نيميغن.
في عام 1999 بدأ عمله كمخرج من البحوث في هوغسكول فان هال لارينستاين حتى عام 2004 عندما أصبح المسؤول عن برنامج دراسة الماجستير في الزراعة الدولية في جامعة لارينستاين الآن جزء من جامعة فاغينينغين ومركز الأبحاث.
أهتم في بدء التعاون الأكاديمي مع المؤسسات الأكاديمية في البلدان العربية والذي أدى إلى عمل ماجستيرمشترك في الزراعة الدولية كالحال مع جامعة القاهرة في مصر فضلاً دورات تدريبية في نظم المعلومات الجغرافية مع مركز الملكية الأردنية الجغرافي في الأردن.
وشارك في العديد من مشاريع التنمية في آسيا وأفريقيا. أهتم في قضايا العولمة وحكم المنظمات غير الحكومية ينعكس في مساهمته في العديد من المؤتمرات العلمية في جميع أنحاء العالم.
وهو مؤلف الدولة والمجتمع: مسألة التغير الزراعي في العراق 1921-1991 (ISBN 388156716X)